# Sistranda
Sistranda este o localitate din comuna Frøya, provincia Sør-Trøndelag, Norvegia, cu o suprafață de 0,85 km² și o populație de 810 locuitori (2013).